# Benito Floro
Benito Floro Sanz (Gijón, 1952. június 11. –) spanyol labdarúgóedző, a kanadai labdarúgó-válogatott volt szövetségi kapitánya.

## Sikerei, díjai

### Edzőként
Albacete
- Spanyol bajnokság – harmadosztály (Segunda División B)
  - bajnok: 1989–90
- Spanyol bajnokság – másodosztály (Segunda División)
  - bajnok: 1990–91

 Real Madrid
- Spanyol kupa (Copa del Rey)
  - győztes: 1993[1]
- Spanyol szuperkupa (Supercopa de España)
  - győztes: 1993[1]

 Villareal
- Intertotó-kupa
  - győztes: 2003[2]